# 国分寺台中央
国分寺台中央（こくぶんじだいちゅうおう）は、千葉県市原市の五井地区にある町丁。市原市役所及び市原市消防局が置かれている。また、国分寺台を構成する町丁の一つである。現行行政地名は国分寺台中央一丁目から国分寺台中央七丁目。郵便番号は290-0073。

## 概要
市原市北西部の五井地区南側にある国分寺台の中央部分に位置する。市政の中心地で、かつ新興住宅地である。1971年から2001年まで区画整理事業を行っていた。かつては家はなく平地だけであった。元の地名は根田で、区画整理の後に現在の地名になった。全域に住居表示が実施されているが、換地処分実施時に地番変更を実施しているため、ほとんどの場合において、地番と住居表示の数字は一致するようになっている。

## 地理

### 用途地域
国分寺台中央一丁目の全域が近隣商業地域、国分寺台中央二丁目から国分寺台中央四丁目の一部が第二種低層住居専用地域、国分寺台中央四丁目から国分寺台中央七丁目のそれぞれ一部が第一種住居地域、それ以外が第一種低層住居専用地域に指定されている。

### 地価
千葉県市原市国分寺台中央5丁目12番12で61,100円である。

### 隣接町丁字
北は北国分寺台、北西は西国分寺台、西は惣社、南は南国分寺台、東は東国分寺台、北東は山田橋と接している。

## 世帯数と人口
2022年（令和4年）4月1日現在の世帯数と人口は以下の通りである。
| 町丁字             | 世帯数    | 人口    | 人口  | 人口   | 人口     | 人口     | 人口    | 人口   | 世帯人員 |
| 町丁字             | 世帯数    | 人口    | 若年  | 若年   | 生産年齢 | 生産年齢 | 高齢    | 高齢   | 世帯人員 |
| ------------------ | --------- | ------- | ----- | ------ | -------- | -------- | ------- | ------ | -------- |
| 国分寺台中央一丁目 | 326世帯   | 664人   | 79人  | 12.27% | 458人    | 68.98%   | 127人   | 19.13% | 2.04人   |
| 国分寺台中央二丁目 | 341世帯   | 748人   | 88人  | 11.76% | 366人    | 48.93%   | 294人   | 39.30% | 2.19人   |
| 国分寺台中央三丁目 | 270世帯   | 506人   | 57人  | 11.26% | 345人    | 68.18%   | 104人   | 20.55% | 1.87人   |
| 国分寺台中央四丁目 | 270世帯   | 571人   | 76人  | 13.31% | 335人    | 58.67%   | 160人   | 28.02% | 2.11人   |
| 国分寺台中央五丁目 | 295世帯   | 708人   | 102人 | 14.41% | 409人    | 57.77%   | 197人   | 27.82% | 2.40人   |
| 国分寺台中央六丁目 | 241世帯   | 587人   | 105人 | 17.89% | 319人    | 54.34%   | 163人   | 27.77% | 2.44人   |
| 国分寺台中央七丁目 | 336世帯   | 727人   | 77人  | 10.59% | 410人    | 56.40%   | 240人   | 33.01% | 2.16人   |
| 計                 | 2,079世帯 | 4,511人 | 584人 | 12.95% | 2,642人  | 58.57%   | 1,285人 | 28.49% | 2.17人   |

## 通学区域
市立小学校・市立中学校及び県立高等学校の通学区域は以下の通りである。
| 町丁字             | 番地 | 小学校                   | 中学校                   | 県立高校 |
| ------------------ | ---- | ------------------------ | ------------------------ | -------- |
| 国分寺台中央一丁目 | 一部 | 市原市立国分寺台東小学校 | 市原市立国分寺台中学校   | 第9学区  |
| 国分寺台中央一丁目 | 一部 | 市原市立国分寺台東小学校 | 市原市立国分寺台西中学校 | 第9学区  |
| 国分寺台中央二丁目 | 全域 | 市原市立国分寺台東小学校 | 市原市立国分寺台西中学校 | 第9学区  |
| 国分寺台中央三丁目 | 全域 | 市原市立国分寺台東小学校 | 市原市立国分寺台西中学校 | 第9学区  |
| 国分寺台中央四丁目 | 全域 | 市原市立国分寺台東小学校 | 市原市立国分寺台西中学校 | 第9学区  |
| 国分寺台中央五丁目 | 全域 | 市原市立国分寺台西小学校 | 市原市立国分寺台西中学校 | 第9学区  |
| 国分寺台中央六丁目 | 全域 | 市原市立国分寺台西小学校 | 市原市立国分寺台西中学校 | 第9学区  |
| 国分寺台中央七丁目 | 全域 | 市原市立国分寺台西小学校 | 市原市立国分寺台西中学校 | 第9学区  |

## 施設
- 市原市役所
- 市原市立国分寺台西中学校
- 国分寺台中央公園
- 土橋公園
- 加茂原公園
- せんどう国分寺台店
- 国分寺台幼稚園
- 上総国分尼寺跡
- 市原市防災庁舎

## 交通

### 鉄道
鉄道駅はないが最寄りは五井駅または上総村上駅である。

### バス
運行会社はすべて小湊バスである。バス停は国分寺入口、市原市役所、国分寺通り、国分寺台中央である。
| 系統      | 経由       | 行き先         | 参考          |
| --------- | ---------- | -------------- | ------------- |
| 五01      | アリオ市原 | 五井駅東口     |               |
| 五22      | 君塚2丁目  | 五井駅西口     |               |
| 五01 五11 | 市原市役所 | 国分寺台       |               |
| 五22      | 市原市役所 | 山倉こどもの国 | 1日一往復のみ |

### 道路
国道、県道ともに通っていない。
- 市道1号線川岸西広線（市役所通り）[15]